# Ford 7W
Ford 7W – samochód osobowy klasy kompaktowej produkowany przez brytyjski oddział koncernu Ford Motor Company (Ford of Britain) w latach 1937–1938.

## Historia i opis modelu

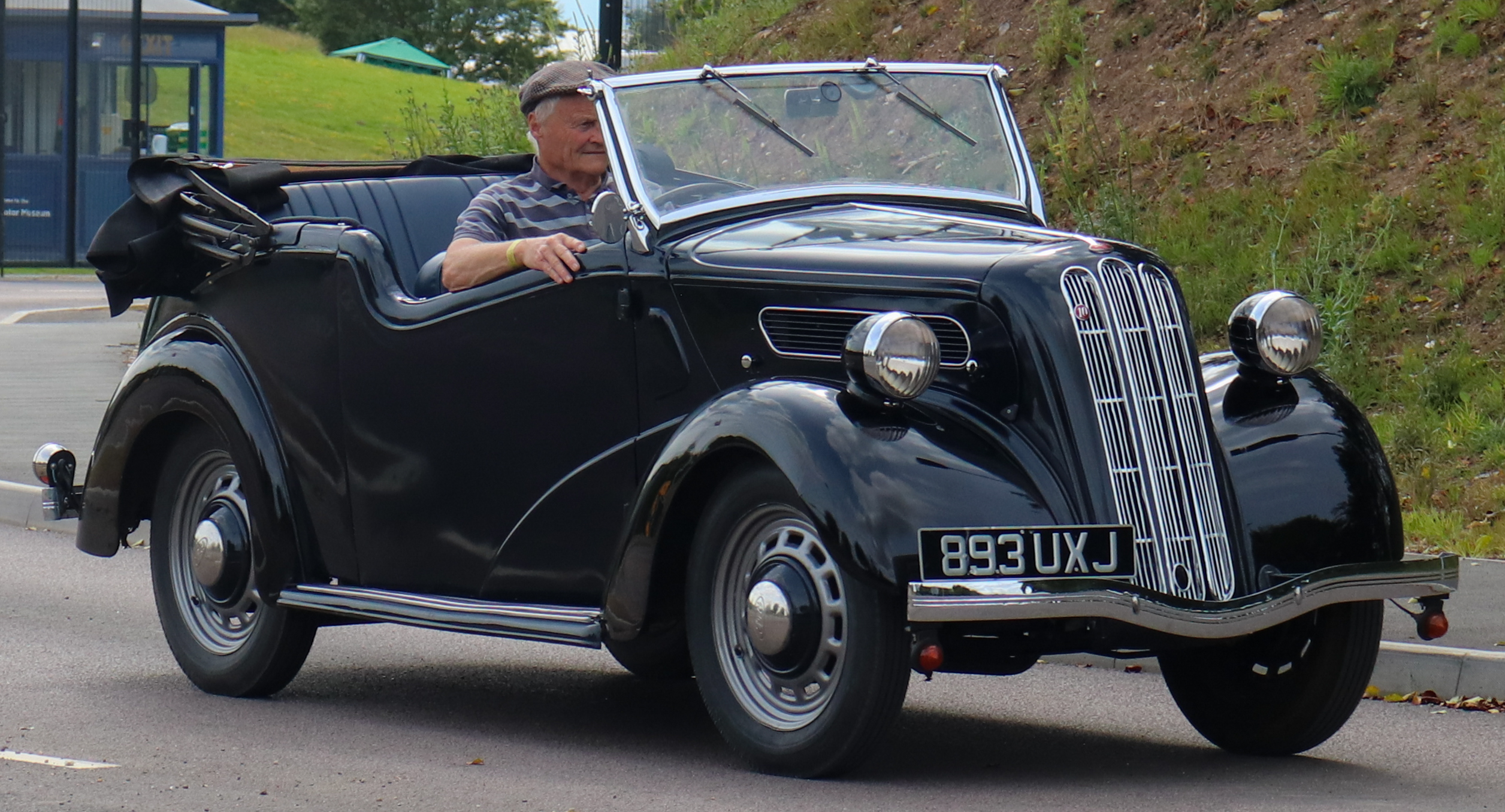
Ford 7W Cabriolet

W 1937 roku brytyjski oddział Forda przedstawił nowy kompaktowy model, który zastąpił produkowaną dotychczas linię modelową Model C. Ford 7W utrzymano w charakterystycznych proporcjach stylistycznych dla przedwojennych modeli marki, z podłużną wąską atrapą chłodnicy i wyraźnie zaznaczonymi nadkolami.

### Produkcja
Ford 7W był produkowany zaledwie przez rok, podczas którego wyprodukowano ponad 41,6 tysiąca egzemplarzy.

### Silnik
- L4 1.2l Straight-4